# Ангархаев, Ардан Лопсонович
Ардан Лопсонович Ангархаев — (бур.  Ангархаев Лобсоной Ардан; Народный депутат СССР, Народный писатель Бурятии, Заслуженный работник культуры Бурятии и России, доктор исторических наук, востоковед-историк.

## Биография
Родился 2 января 1946 года в улусе Таблангут Тункинского района Бурятской АССР. Первые стихи Ардана были напечатаны в районной газете, когда он учился в 5 классе. Школу в родном улусе окончил с серебряной медалью.
В 1970 году окончил физико-математический факультет Бурятского государственного педагогического института им. Доржи Банзарова. В студенческие годы выпустил первую книгу "Суранзан" («Сила притяжения») в Бурятском книжном издательстве.
С 1970 по 1976 годы работал учителем физики в Торской средней школе.
С 1976 года профессионально занялся литературной деятельностью и журналистикой. Был сотрудником районной газеты «Саяны» (до 1978 года).
Переехав в Улан-Удэ, работал редактором в Бурятском книжном издательстве. В 1986 году назначен генеральным директором Издательского дома «Буряад үнэн».
В 1989 году избран Народным депутатом СССР.
С 1996 по 2010 год возглавлял редакцию газеты «Буряад үнэн». С 2000 по 2006 год был председателем Союза писателей Бурятии.
Ангархаев, помимо литературы, занимался также и историческими исследованиями, в частности изучал вопросы генезиса бурят-монголов.

## Творчество
- повесть  "Суранзан" ("Сила притяжения")
- роман "Вечный цвет"
- пьесы "Золотое кольцо", "Горная вершина", "Волшебная дача на Аршане", "Полнолуние", "Ночь без сна" и "Ожидание"
- сборники стихов "Пульс мироздания", повестей "Богиня на земле"
- сборник научных статей "Истоки"
- роман "Небо и земля"
- сборники стихов «Амисхал» (Дыхание или Интеграл жизни, 1985), «Агууехэ шэди» (Пульс мироздания, 2001), «Амиды зүрхэнэй шуһан» (И жизнь, и сердце и кровь, 2005)
- повесть «Алтан» (Золото, 1977)
- повесть «Оройн сагаан одон» (Звёздный час, 1987)
- повесть «Богиня на земле» (2001)
- повесть «Опровержение легенды, или кровожадный восток» (2004)
- роман «Мүнхэ ногоон хасуури» (Вечный цвет)[3].

## Награды и звания
- Орден Дружбы
- медаль им. Агвана Доржиева (2010),
- лауреат премии Ленинского комсомола Бурятии за пьесу «Горная вершина» (1978)
- лауреат республиканских премий им. Цырена Шагжина (1995)
- лауреат премии Министерства культуры РБ в области драматургии (1998)
- лауреат Государственной премии РБ в области литературы и искусства за книгу стихов «Пульс мироздания» (2001) и сборник повестей «Богиня на земле» (2002)
- лауреат премий Союза журналистов Монголии (2003) и союза «Россия и Беларусь» (2004)
- Член-корреспондент Петровской академии наук и искусств
- Международная Золотая медаль INSAM (Высший институт бизнеса и управления) за качество управления (Швейцария, 2004)[1].